# Pisto manchego
Il pisto manchego, talvolta conosciuto semplicemente come pisto, è un piatto tradizionale della cucina spagnola, originario della regione geografica della Mancia e diffuso in buona parte della Spagna. Consiste in una frittura di diverse verdure di composizione variabile, generalmente quelle di stagione, e pomodoro. Assomiglia alla peperonata italiana.